# Makó városrészei

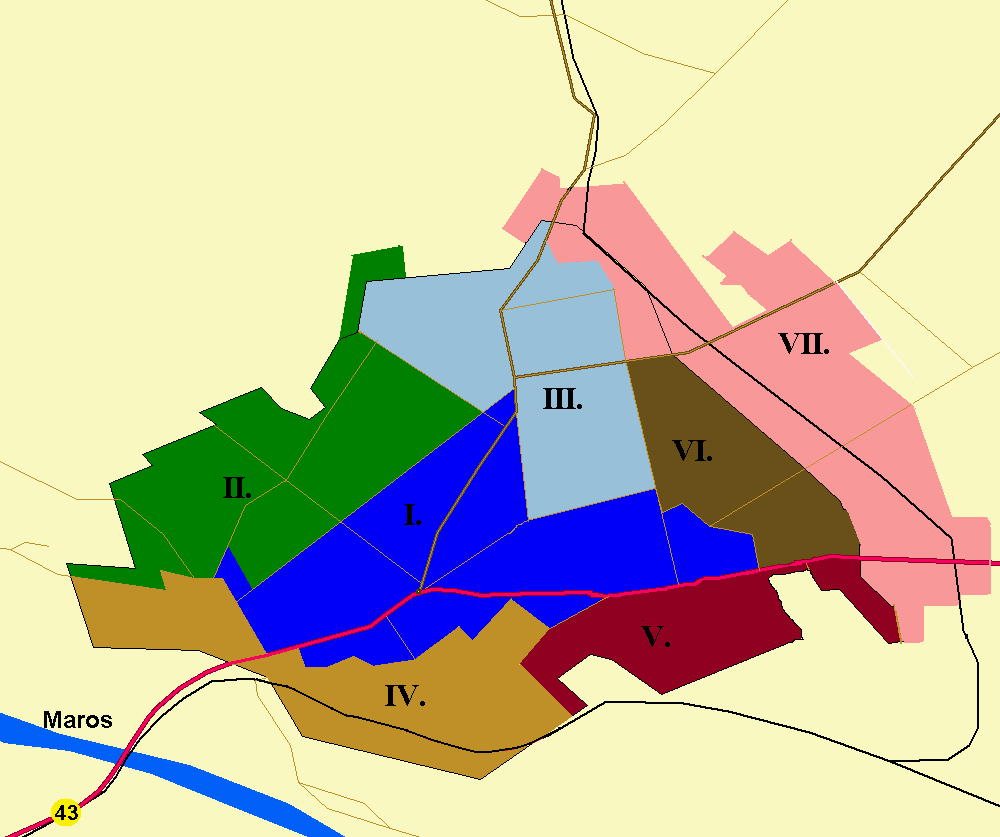
Makó város részei. A számozást követi a városrészek felsorolásának sorrendje is.

Ez a szócikk Makó város részeit tárgyalja. A városban a  differenciált, elkülönülő részek 1699 után kezdtek kialakulni, amikor a visszatelepülő lakosság külön városrészeket hozott létre felekezetek szerint. Makó története során a városrészek helyzetét tovább árnyalta a telekosztás, az árvíz, a ki- és bevándorlás, a földesurak által letelepített jobbágyok helyzete. A klasszikus, jól körülhatárolható városrészek száma húsz és huszonöt között mozog. A 2003-ban elkészült, majd 2008-ban megújított Integrált városfejlesztési stratégia hét városrészt határoz meg, a rendezési körzetek, az építészeti stílusok elterjedése, a beépítések jellege és a fizikai fejlődés alapján. Ez a szócikk is ezen, hivatalos felosztás szerint részletezi a városrészeket.  Az IVS Makó külterületeit egy nyolcadik városrészként határozza meg, erről itt találsz információt.

## Városközpont

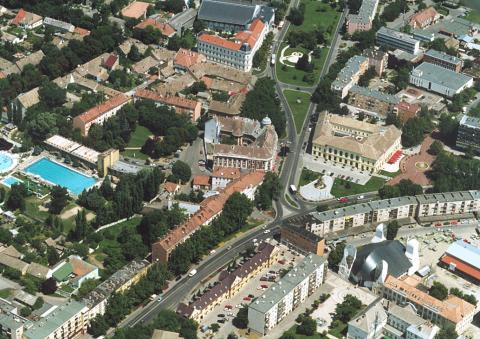
A város főtere madártávlatból

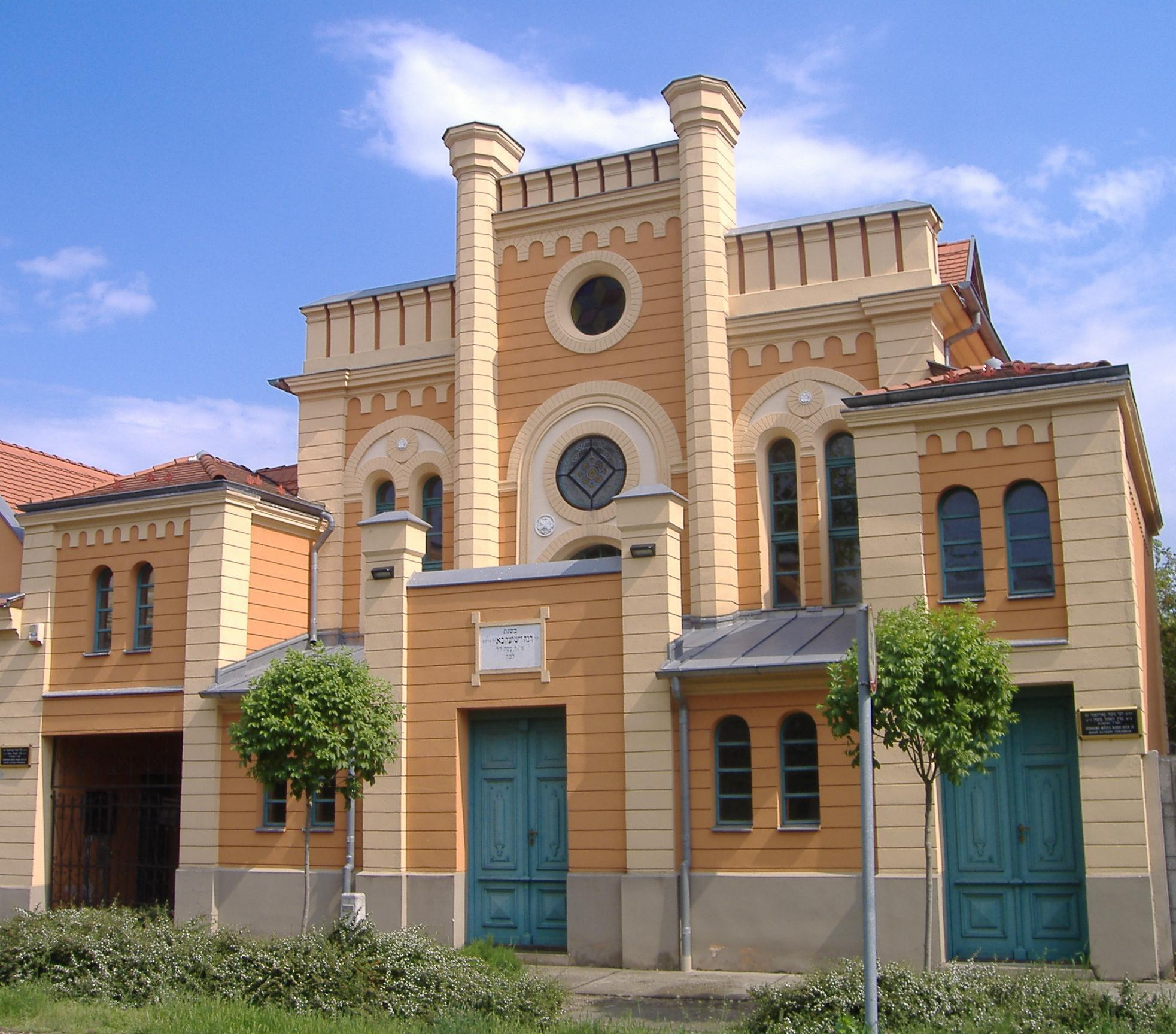
Az ortodox zsinagóga

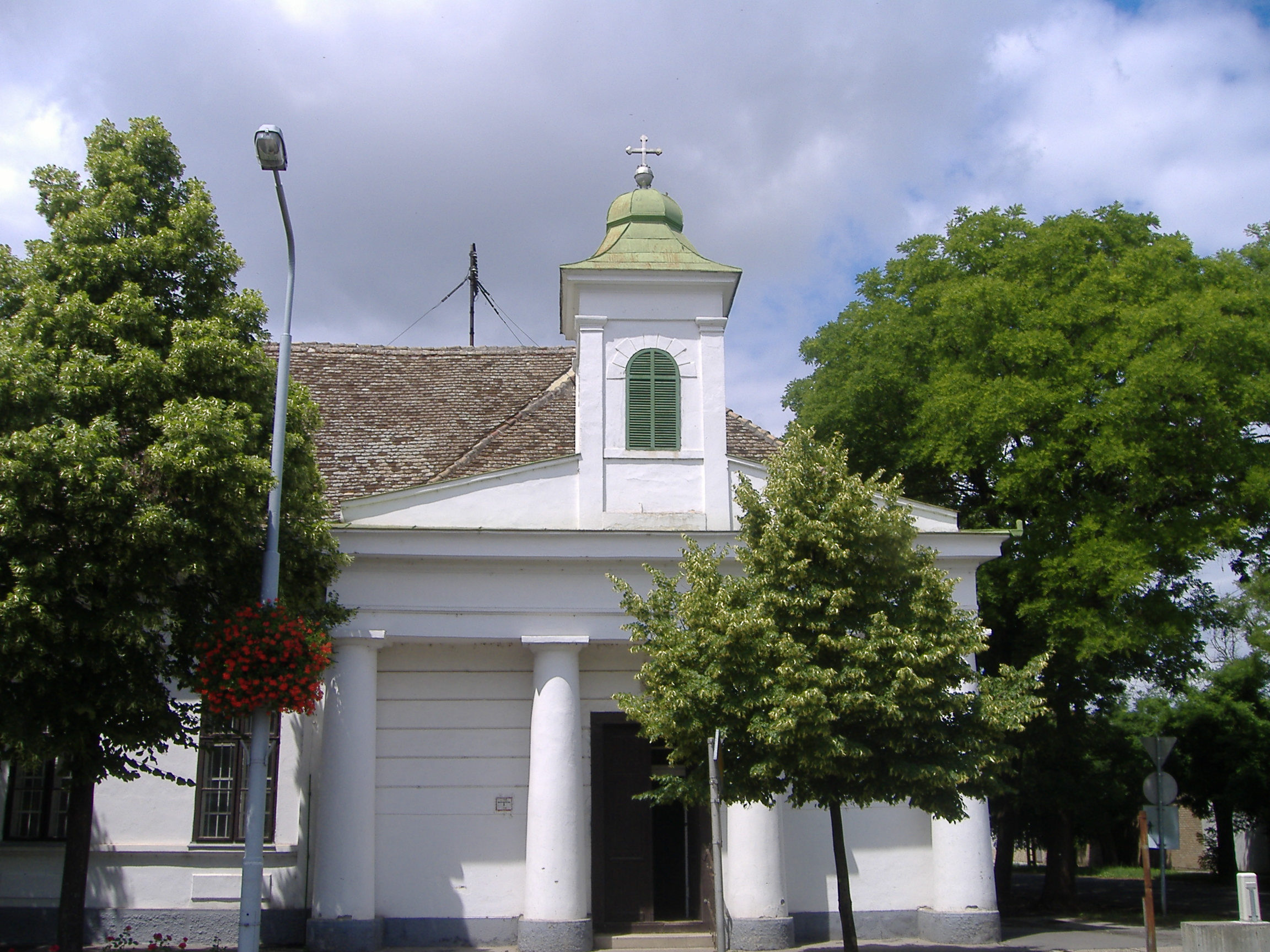
A Csanád vezér téri kápolna

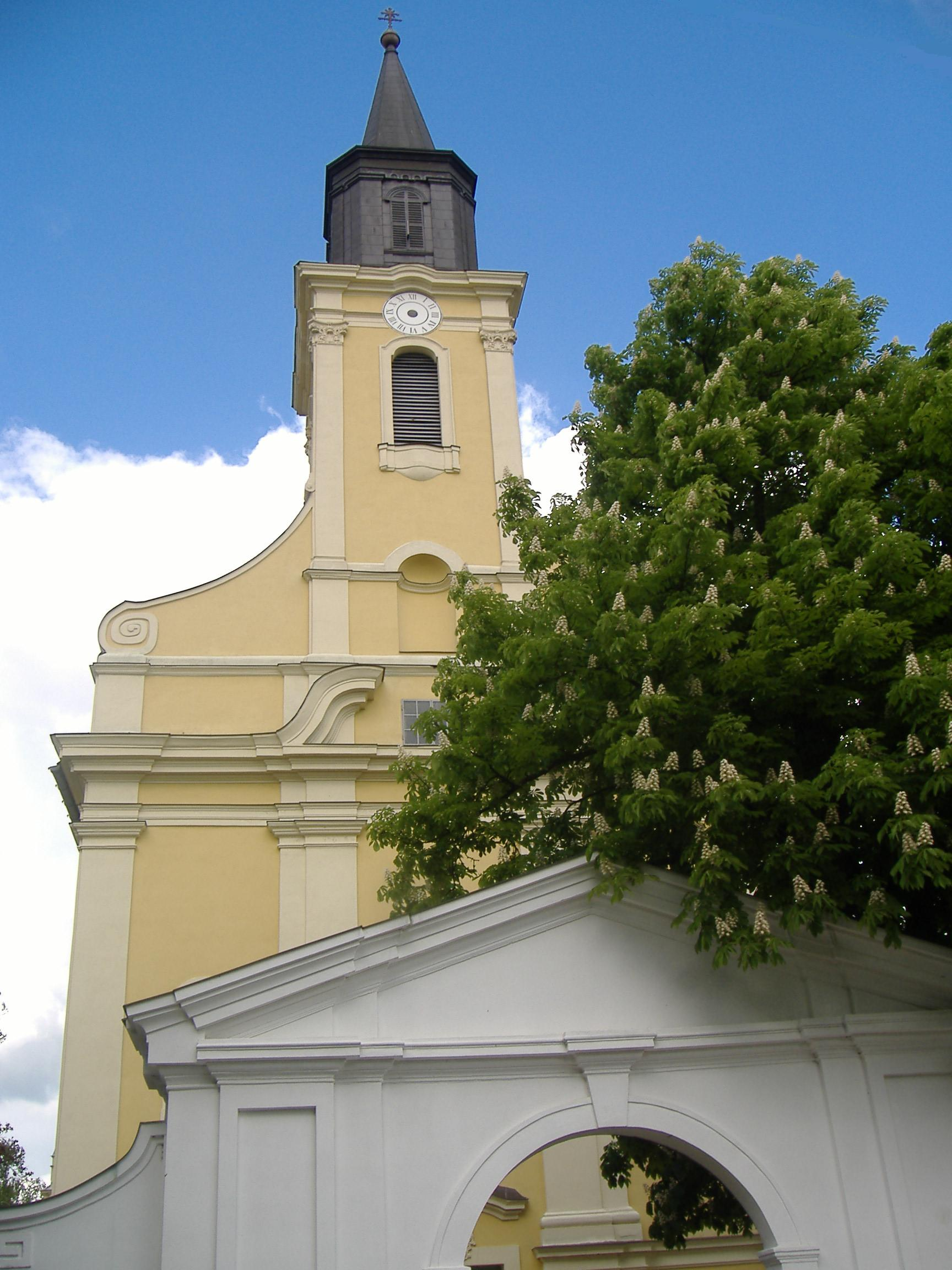
A Szent István Plébániatemplom

Az IVS által Városközpontként megjelölt városrész a tulajdonképpeni Belváros tágabb értelmezése. Ebben a városrészben lakik a makóiak egyharmada, valamint itt a legalacsonyabb azok aránya, akik aktív korúak, de nincs alapfoknál magasabb iskolai végzettségük. Földrajzi elhelyezkedésén kívül funkcionálisan is a város közepe: ebben a városrészben helyezkedik el a közigazgatási központ (Városháza, földhivatal, APEH, Járásbíróság és más hivatalok); itt található a Rendőrkapitányság, a Tűzoltóság, és a Mentőállomás; a kulturális élet is itt zajlik (József Attila Múzeum, Hagymaház és a könyvtár), valamint a turisztikai látnivalók is itt koncentrálódnak (építészeti emlékek, valamint a Termál- és Gyógyfürdő). Itt a hagyományos, alföldi jellegű, eredendően széles nagy homlokzattávokkal jellemezhető utcák sugárirányban indulnak ki a Széchenyi térből, vagyis a város főteréből. A helyi védettség alatt álló zöldfelületek 42%-a és az egyedi védelemben részesülő növényegyedek 37%-a is a városközpontban található. A városrészben 15 műemléki védettségű épület található, amelyek állapota és állaga az országos átlaghoz képest igen jó.
Makó központi magja, a történelmi városközpont hosszú idő óta az Arad, Hódmezővásárhely és Szeged felőli utak találkozása, ami a város vásártartó helyénél alakult ki. Ez a város történelmi kereskedelmi és kulturális centruma, itt található a Korona Szálló, a Bérpalota, a Régi városháza, és más, meghatározó épületek. Kialakulásának kezdete a 18. századra tehető. A Posta utcán, a város sétálóutcáján található a Hagymaház, a Postapalota, a Pulitzer József Kollégium, valamint a Erdei Ferenc Kereskedelmi és Közgazdasági Szakközépiskola. A vendégcsalogató környezetet szoborpark, szökőkutak, virágos terek, sétányok és üzletsorok színesítik.
Az úgynevezett református városrész a belváros szélénél kezdődik, ez a terület volt a hajdani reformátusok szellemi életének központja. A város újjászületésekor jött létre, 1699-ben, Szentlőrinc városrész legészakibb részeként. A Református ótemplom mellett található az alapoktatás központja: a Makói Általános Iskola Belvárosi épülete (egyben központja), három óvodaépület. A középfokú oktatásról a Juhász Gyula Református Szakképző Iskola gondoskodik.
Az egykori zsidó városrész az Eötvös utcát, a Deák Ferenc utcát, és környékét foglalja magában. A városrész 1743-ban jött létre, amikor Stanislavich Miklós, csanádi püspök zsidókat telepített Makóra. A városrész meglehetősen rendezetlen volt, a házak egymást érték, az utcák között sok volt a zsákutca vagy a kanyargós, kifli alakú. Ez a környék a 20. századtól kezdődően fokozatosan a város egyik kereskedelmi központjává vált, a piac is ide tevődött át. Itt építették fel a helyi zsidó felekezetek a neológ és az ortodox zsinagógát, az Eötvös utcán működött a mikve, vagyis rituális fürdő is. A városrész a szocializmus alatt az állampárt helyi központja volt munkásőrlaktanyával és pártszékházzal. Az 1970-es években ezen a környéken kezdődött el az egyik legnagyobb lakótelep építés.
Az úgynevezett Középváros, ami a 18. század második felében alakult a zsidó városrésztől északnyugatra helyezkedik el. Itt található a József Attila Gimnázium, több játszótér és park, köztük a Petőfi park, amely a város legnagyobb egybefüggő zöldfelülete a maga egyhektáros méretével. A mellékutcák általában polgári házas beépítésűek. Déli részén a Galamb József Szakképző Iskola épülete található (a csendőrségi palota), mellette a rendőrség régi épületével. A város egyik legfontosabb közlekedési központja a Csanád vezér téren található, ez az autóbusz-pályaudvar.
A Megyeház utca mentén  találhatók a dualizmus kori emlékek: a városháza (volt megyeháza), az egykori takarékpénztár épülete, a Járásbíróság. A 43-as főút itteni szakaszán több körforgalom segíti a közlekedést. A Kazinczy utca kereszteződésénél található a múzeum központja: a főépület mellett helyezkedik el a skanzen, hagymás ház, nem messze tőlük az Espersit-ház. Az úttól délre hosszan végigvonul a Csipkesor, amely a paneles lakóépületekkel együtt nagyvárosias hangulatot kölcsönöz a Belváros ezen részének. A Megyeház utcába torkolló kisebb utcákban folyamatos az új, 21. századi társasházak építése. Nem messze a Baptista Imaháztól található a Juhász Gyula-emlékfa, egy közel 200 éves kocsányos tölgy, a város legértékesebb fája.
Az Erdélyi Püspök és az Aradi utca által határolt terület, az úgynevezett Orosz fertály zömében kertvárosias, családi házas övezet lakófunkcióval. Ide 1743-ban ruszinok települtek, a terület akkoriban messze esett a városközponttól. Ez volt a görögkatolikus felekezet központja, templomuk is itt található. A területen működött korábban a Kertvárosi Általános Iskola Bajza utcai tagintézménye, mára azonban ezt bezárták.
A városközpontot alkotó utolsó kisebb városrész a Buják. Ez az egykori római katolikus városrészt fedi le, amely a 43-as főúttól északnyugatra helyezkedik el. Központja a gazdag zöldfelületekkel rendelkező Szent István tér, ahol a Szent István-plébániatemplom, a katolikus gimnázium és annak kollégiuma található. Ez a környék is kertvárosias terület.

## Vertán

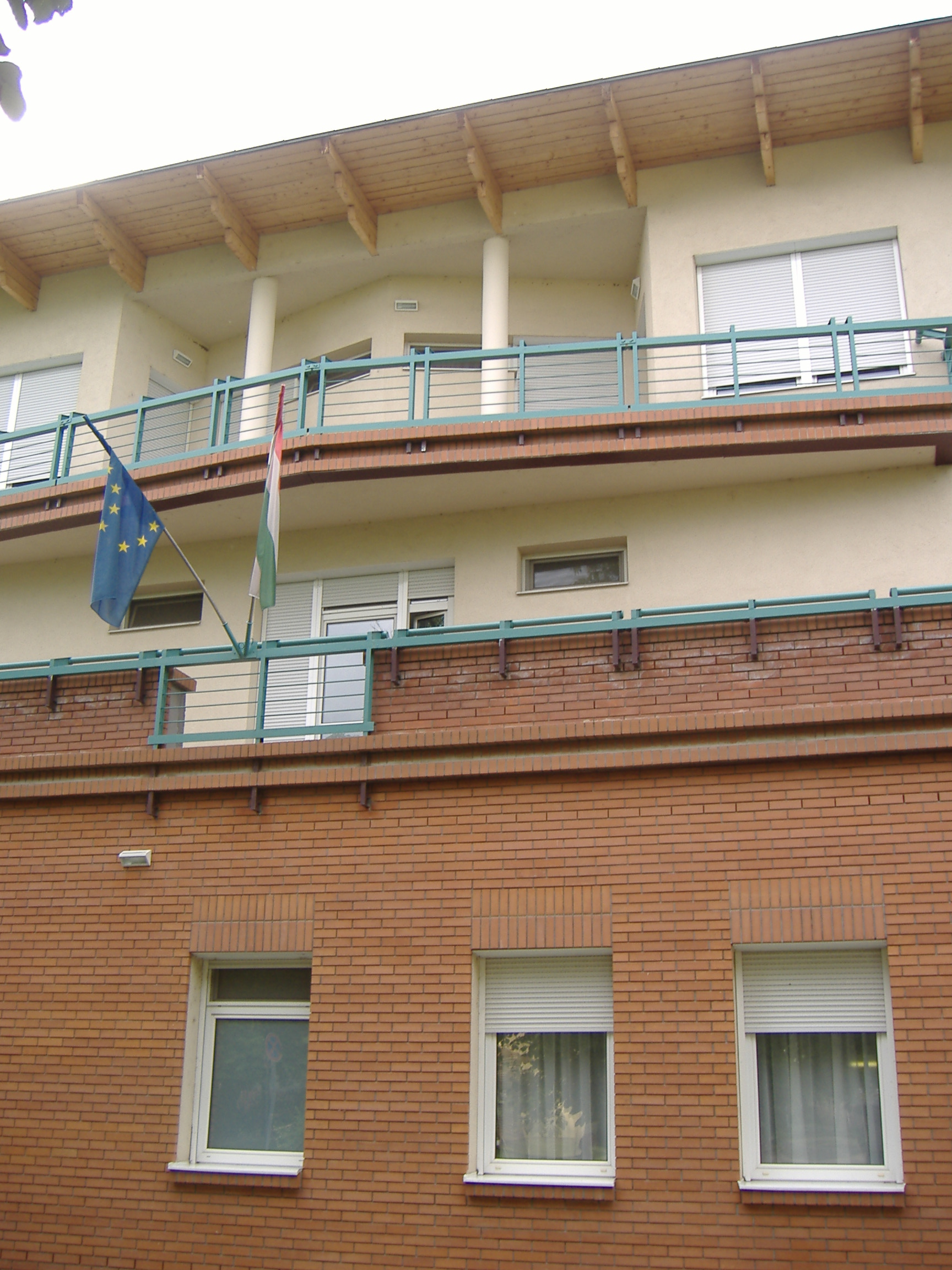
A Dr. Diósszilágyi Sámuel Kórház új épületének homlokzata

Az északnyugati városrész az IVS szerint az Ószegedi út, Kálvária utca, Sírkert utca illetve a városhatár között fekszik. A terület nevét a az alkotó városrészről, a Vertán-telepről kapta, de az IVS által kijelölt Vertán városrészbe tartoznak még kisebb egységek, mint az Újhegy, Bánom, Kenderföld, Vágóhíd, Kelemenhíd, Kenyérváró, Sovány. 2001-ben összlakossága 4612 fő volt.
A városrész területe a 18. század végén még egybefüggő szőlős kert volt. 1861-ben, az új házhelyek osztásának idején jött létre a Vágóhíd és Kelemenhíd terület. A szocialista időszak során mindkét városrész agrárproletár lakóövezet lett. A Bánomként ismert területet a növekvő római katolikus vallású lakosság népesítette be, a terület "Katolikus új fertály" néven először 1815-ben van említve. A Kenyérváró név hagyományosan a város északnyugati részét jelenti, ezt az 1945 utáni időszak gyökeresen megváltoztatta. Az itt lakók legtöbbje munkáslakásokban lakik, ami jelentősen elüt Vertán városrész egészétől, ugyanis a városrész lakosságának szinte kivétel nélkül L alakú parasztház az otthona. A mérnöki munkálatok eredményeképpen rendezett, szabályos utcahálózat jött itt létre. A Vertán-telep a 20. század elején született meg, amikor munkástelepet alakítottak Kenyérvárón. Habár a lakóövezet jó adottságokkal rendelkezik keskeny úthálózata miatt jelenleg sincs csatornázva. Sovány szintén a 20. század első felében jött létre, a terület a római katolikus és az újvárosi református temető között fekszik. A legfiatalabb városrész a Kenderföld, ami az 1970-es árvíz után jött létre, több utca meghosszabbításaként.
A városrészen belül főleg lakófunkcióval rendelkező területek vannak, de a városhatár fele, kifele haladva nő a kertes beépítés és a mezőgazdasági területek aránya.
A városrészben található Makó megyei fenntartású kórháza, a Dr. Diósszilágyi Sámuel Kórház-Rendelőintézet. Az alapfokú oktatást a Makói Általános Iskola Almási utcai tagintézménye biztosítja. A területen nazarénus, római katolikus és református temető, valamint zsidó kegyeleti park található. A Kálvária-domb a város legmagasabb pontja, ősidők óta szakrális hely. Itt épült föl a Kálvária-kápolna 1734-ben, ami a város legrégebbi épülete. A római katolikus temetőben áll a klasszicista Szent Anna-kápolna, amely 1829-ben épült. Vertán déli részére a kisvárosi beépítési mód, addig az északi területre a kertvárosias-családiházas beépítési mód a jellemző. Tömegközlekedése - egy helyi járat, iskolabusz, illetve a városrész megállóit érintő helyközi buszok - a többi városrészhez képest jónak nevezhető.

## Újváros

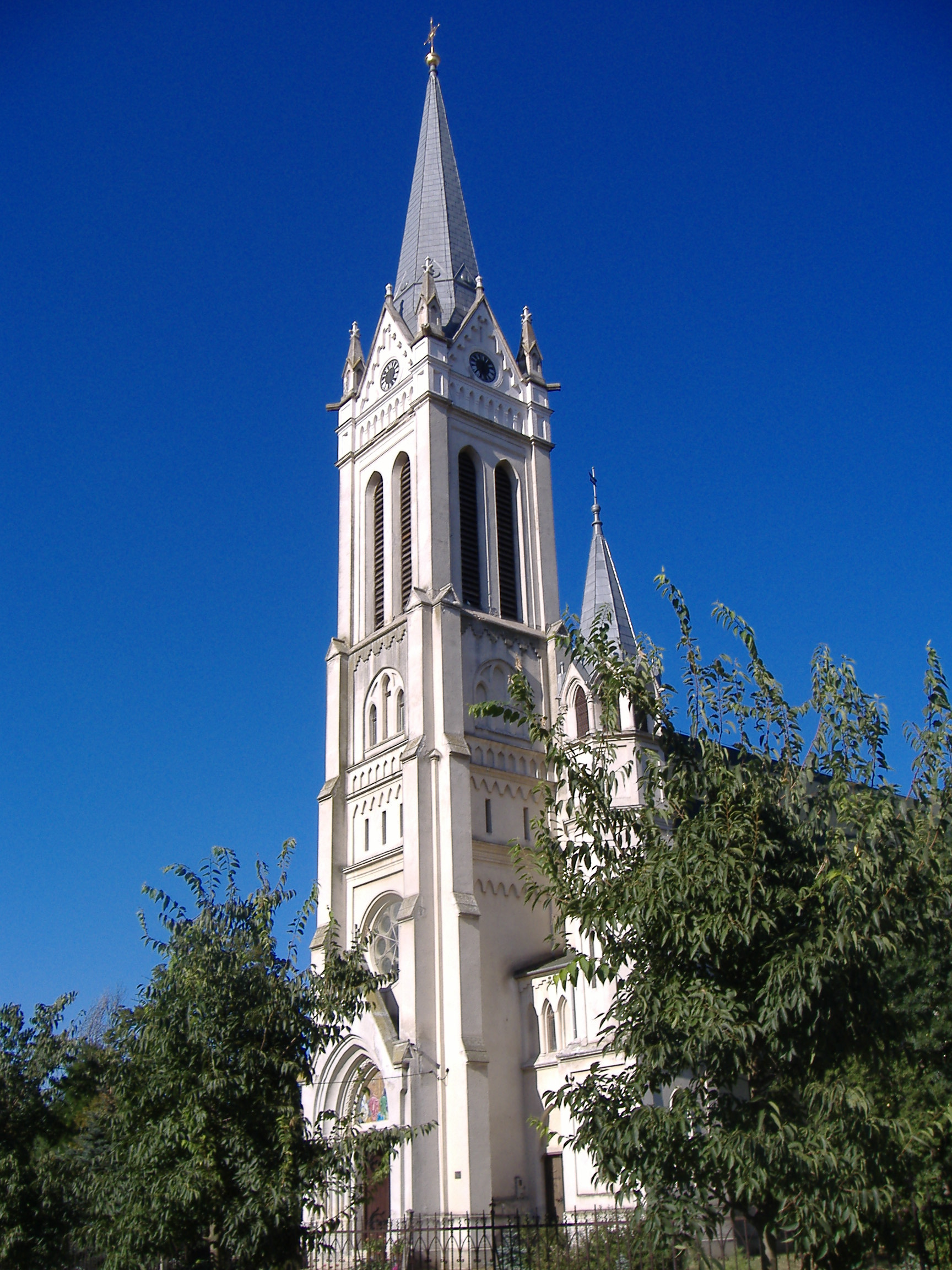
A római katolikus templom Újvárosban

Az IVS meghatározása szerint az Újváros a Tulipán utca - Sírkert utca - városhatár - Táncsics Mihály utca - Hosszú utca között fekszik. A városrésznek három fő alkotórésze van: maga az Újváros, Cédulaház, illetve a Táncsics-telep. A településrészen 1467 lakóépület volt 2001-ben, lakossága területével arányos. Makó népességének 12%-a itt lakik, azaz körülbelül 3020 fő.
Újváros 1801-ben jött létre, ekkor telket osztottak a városrész déli részén. A népesség növekedésével újabb bővítés történt 1819-ben, ekkor az északi rész is lakottá vált. Itt alakult ki a város alközpontja, a városközponthoz hasonlóan a legtöbb fontos létesítmény (egészségügy, oktatás, vallás tekintetében) megtalálható. Itt jött létre a legjelentősebb szárazmalom is. A Táncsics-telep az újváros további bővítéseként jött létre, nem elkülönülő városrész. 1832-ben osztottak itt házhelyeket. A Cédulaház a város legkeletibb városrésze, 1861-ben született meg.
A városrész egésze falusias lakóövezet jellegű. Családi házas épületei oldalhatáron állnak, a terület utcaképe egységes, mert a házak utcafrontra épültek. Az épületek sok esetben új építésűek, gyakori a földszint+magastető kialakítás. Északi részén egyforma nagyságú, az átlagosnál jóval nagyobb méretű telkek kerületek osztásra. A mellékutcákat fásítások jellemzik, amik többnyire gyümölcsfás beültetések. A városrészben római katolikus, református és evangélikus templom található. Az alapfokú oktatást a Szikszai György Református Általános Iskola és a Makói Általános Iskola Kertvárosi tagintézménye biztosítja. A legkisebbekről az Újvárosi Bölcsőde, a Vásárhelyi utcai és a Tulipán utcai Óvoda gondoskodik.

## Bajcsy-Ráday

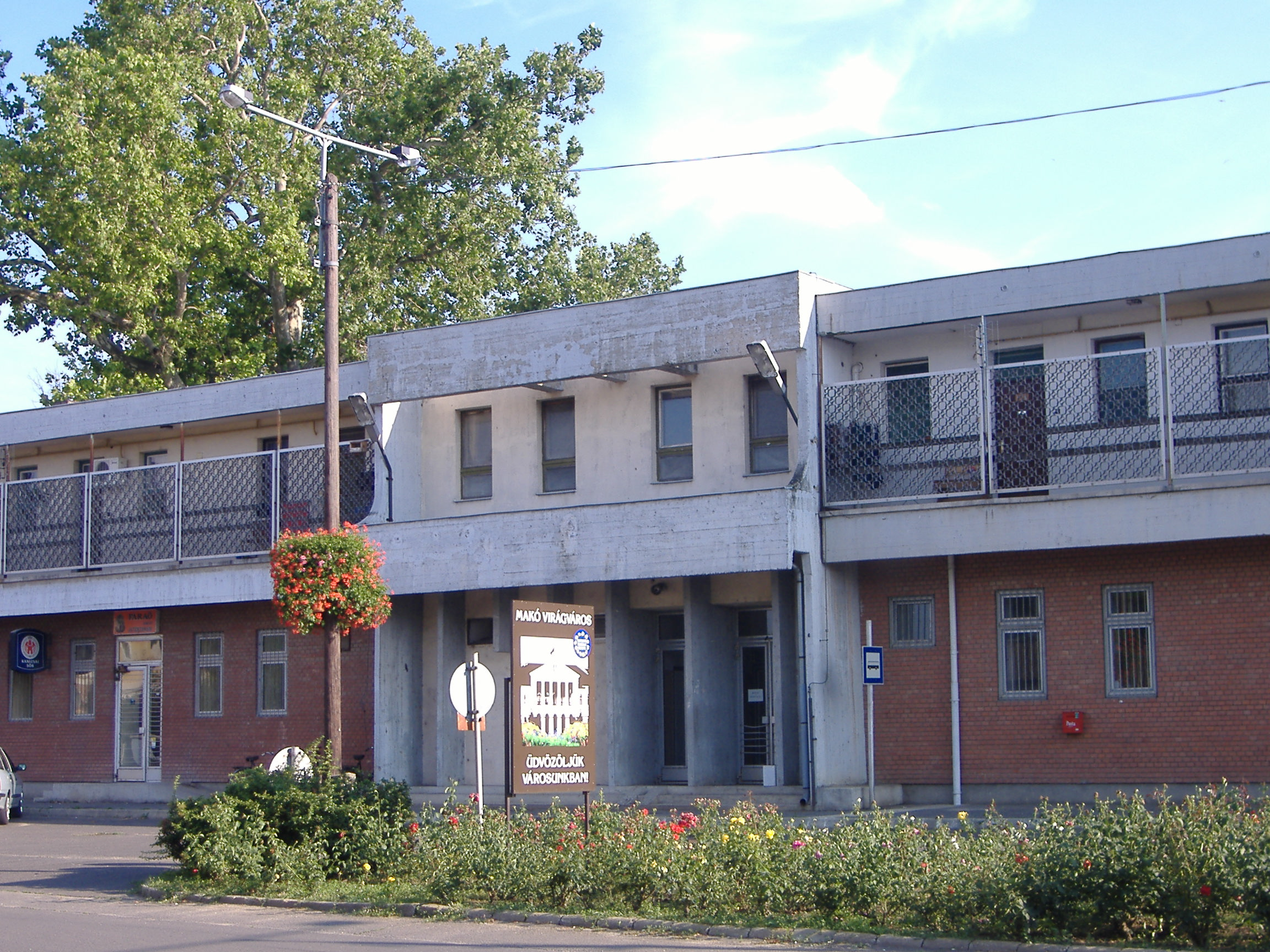
A vasútállomás épülete a bejárat felől

A Bajcsy-Ráday városrész a legösszetettebb, és egyben legmesterségesebb városrész. Az Integrált városfejlesztési stratégia határaiként a Zrínyi - Kölcsey - Szegedi - Gőzmalom - Liget - Hold - Béke - Petőfi - Rákóczy - Hédervári - Batthyány - Hunfalvi utcákat, illetve a városhatárt jelöli meg. Nevét a Bajcsy és Ráday lakótelepekről kapta, de ezenkívül a városrész területébe tartozik (Ó)Szentlőrinc (amely 1699 óta a létezik, a reformátusok városrésze volt), Újszentlőrinc és Lesi. A statisztikai városrész hivatalosan kiterjed a 43-as főúttól északnyugatra található Ingóra, ami falusias jellegű. Fokhagymatermesztéséről híres, alacsony lakósűrűségű, de 14 hektár nagyságú terület lakóövezetté alakítható. (Ó)Szentlőrinc az egykori Nagyér patak köré szerveződik, a telkeket arra merőlegesen osztották ki. Utolsó bővítése a második világháború után történt, amikor két új utcát hoztak létre a városrész keleti végében.
Bajcsy-Ráday városrészben a telepszerű paneles beépítést leszámítva oldalhatáron álló gazdaházak épültek. A városrész túlnyomó többsége kisvárosias lakóövezet, de az északnyugati rész falusias jellegű. A lakótelepek teljesen elütnek Szentlőrinc környezetétől. A területen 1855 db lakóépület található, lakossága 2001-ben Makó népességének 15%-a, körülbelül 3780 fő volt.
A városrész közlekedéséhez néhány autóbusz-megálló járul hozzá, ezeknél azonban sokkal jelentősebb, hogy itt található Makó vasútállomása. A vasútállomás környéke nagymértékben függ a vasút állapotától, fontosságától. Jelenleg - a vasút leszállóágra kerülésével párhuzamosan - környezete is fokozatosan veszti el jelentőségét, alközponti szerepét.

## Gerizdes

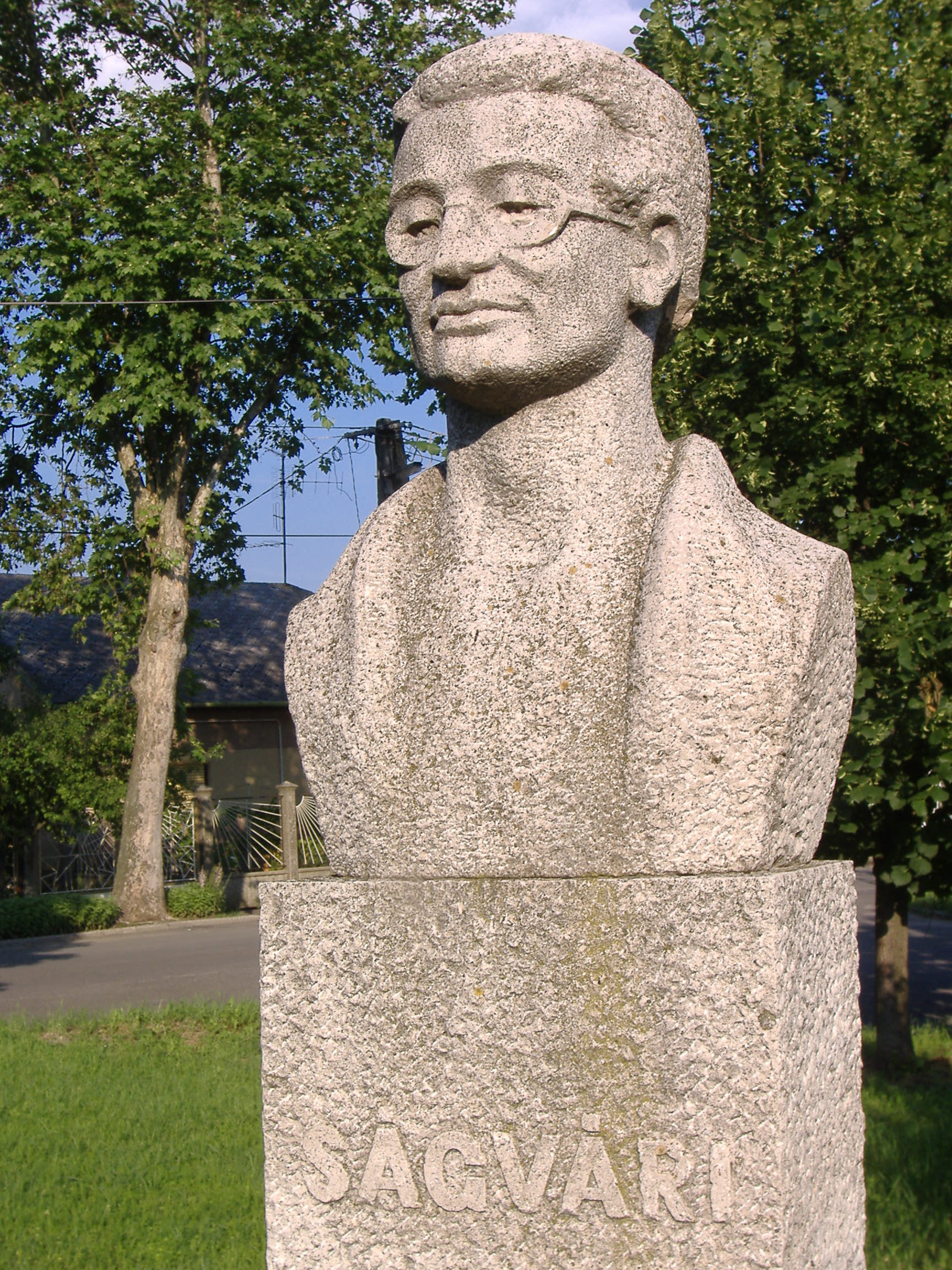
Ságvári Endre szobra Gerizdesen. 2015-ben elbontották

A Gerizdes nevű városrész az IVS meghatározása szerint a Batthyány utcától és a 43-as főúttól délre, a Hunfalvi utcától keletre található terület. Három fő részre bontható: Verebes, Gerizdes, és a Dózsa-telep. Lakossága a 2001-es népszámlálás alapján a város népességének 9%-a, tehát megközelítőleg 2270 fő volt.
A 18. század végén még szőlős kertek terültek el itt. A városrész északnyugati része a Református új fertályhoz tartozott, a Református ótemető is itt található. Jóllehet Gerizdes és Verebes északi része a parasztság lakóövébe tartozott, igazi növekedést, és a mai városrészek kialakulását a második világháború utáni időszak hozott. A város lakosságának nagy ütemű növekedése indokolta a telekosztást, és az átgondolt utcahálózat létrehozását. Vele egyidőben vált lakottá az úgynevezett KISZ lakótelep, Gerizdes keleti része.
A rendszerváltás óta a legdinamikusabban fejlődő városrész az új lakóépületeket tekintve: jelenleg is 10-20 telek értékesítése folyik, a kertvárosias környezet vonzza ide a betelepülni akarókat. Az önkormányzat pályázati eszközökkel szintén itt oszt ingyen telket friss házasoknak. A telek birtoklásának feltétele, hogy 5 éven belül beépítsék azt, illetve hogy a házaspár legalább egyik tagja egyetemi végzettséggel rendelkezzen. A 43-as főút által határolt telkek a kisvárosias lakóövezet részei, az épületek az utcafrontra szerveződnek. Az innen délre eső tömbök kertvárosias lakóövezetbe tartoznak, a házakhoz élő kert tartozik. A területen a sporthoz és a rekreációhoz kapcsolódó létesítmények is találhatók, adottak a feltételek a lovagláshoz. Az Erdei Ferenc téri sportpálya labdarúgáshoz és atlétikához nyújt megfelelő körülményeket, a stadion a Makó FC otthona. A nagyobb üres területek a városrészbe vonzottak kiskereskedelmi üzletláncokat (pl.: Tesco).

## Honvéd

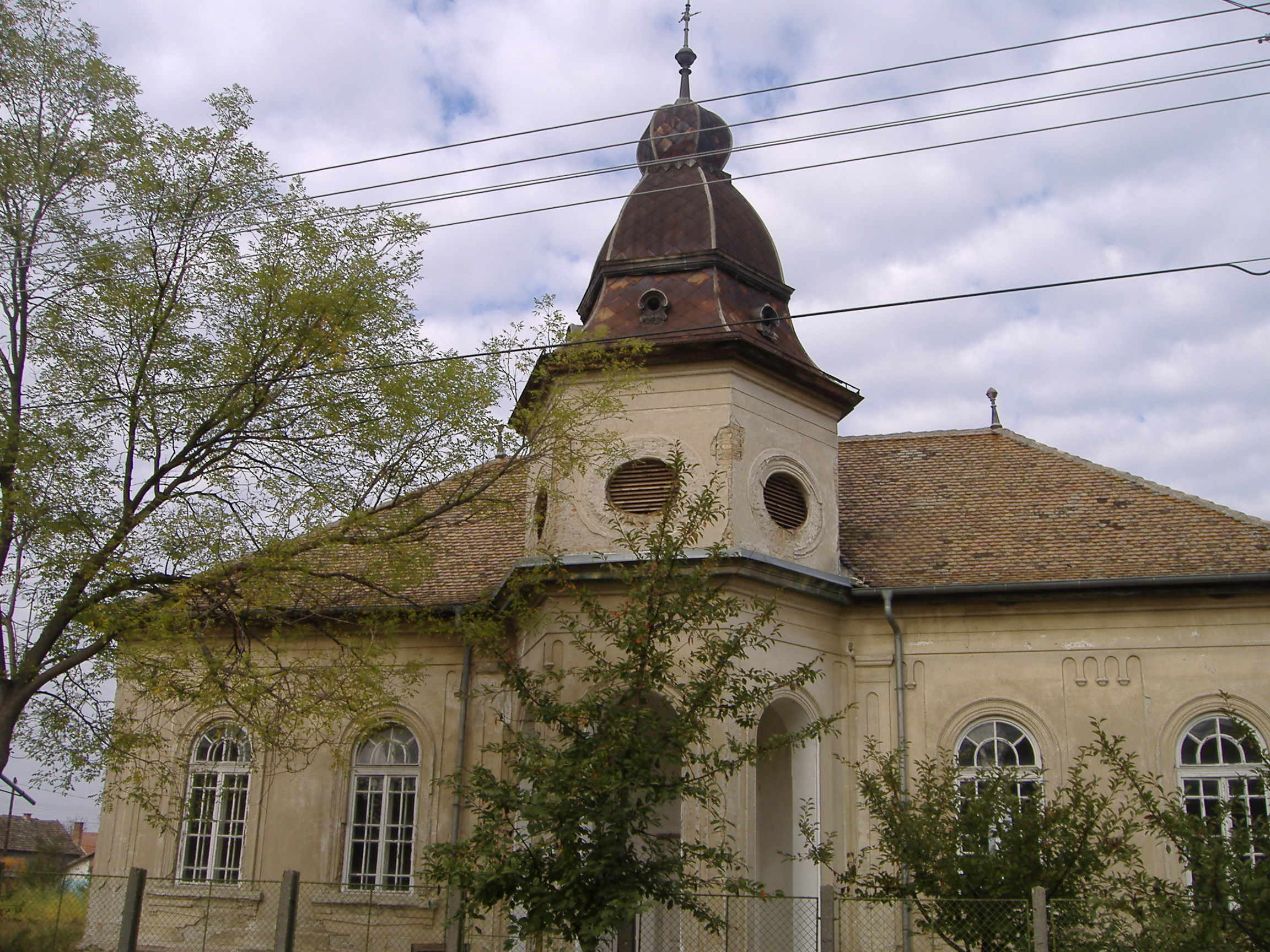
Református imaház a Királyhegyesi úton

A Honvéd az egyetlen terület, amely a köznyelvben, a hagyomány szerint, és a hivatalos dokumentumok alapján is ugyanazt a területet jelöli: a Justh Gyula utca - Hosszú utca - Thököly utca - Aradi utca - városhatár által közbezárt területet. Az Integrált városfejlesztési stratégia hivatalosan is városi szintű szegregátumként kezeli. Honvédban 2959 fő élt a 2001-es népszámlálás alapján. A városrészben 1131 lakóépület található, ezeknek majdnem 60% alacsony komfortfokozatú. Makó roma lakosságának 80%-a Honvéd  városrészben él.
A tulajdonképpeni Honvéd-telep 1861-ben jött létre, amikor a város az egykori Csürhejárás nevű területet felparcellázta (közel 1500 db 100 négyszögöles területet osztott ki), hogy megsegítse az 1848–49-es forradalom és szabadságharc honvédjeit. A terület a város legmélyebben fekvő, vízjárta, emberi település létrehozására alkalmatlan része volt, a város azonban mégis ezen területet jelölte ki, mivel új házhelyek megvásárlására nem volt pénze. A telepen főként a vályogházas építkezés a jellemző. 1990-ben nagyobb hullámban Végegyházáról érkeztek ide letelepedni szándékozók.
A városrész északi része az úgynevezett Cigánybécs, amely 1801-ben jött létre, amikor Újváros kijelölésével együtt a cigányoknak külön helyet szánt a városvezetés. Az utcák rendkívül szűkre szabottak, az összközművesítés megoldatlan, az épületek pedig még a Honvéd-telepnél is rosszabb helyzetben vannak, ugyanis legtöbbjük putri, rehabilitálásra alkalmatlanok.
A szociális és infrastrukturális hiányosságok igen szembetűnőek. Az Aradi utca, illetve a Justh Gyula utca rövid csatornaszakaszának kivételével szennyvízcsatorna nem található a városrészben. Az utak közül jó néhány még nem kapott szilárd burkolatot. Jóllehet, a városban csak itt haladja meg a
gyermekek korúak aránya az időskorúakét, az aktív korúak kevesebb, mint 50%-a dolgozik. Az aktív korúakon (15-59 évesek) belül a legfeljebb általános iskolai végzettséggel rendelkezők aránya több, mint kétszerese a városi átlagnak, míg a foglalkoztatottak aránya csak 35% (a városi átlag 50%). A közintézményi ellátás teljesen hiányzik, csakúgy mint a városrész tömegközlekedési kapcsolata.
Látnivalók Honvéden belül a görögkatolikus temető kápolnája, illetve a Királyhegyesi úton álló református imaház.

## Ipari terület

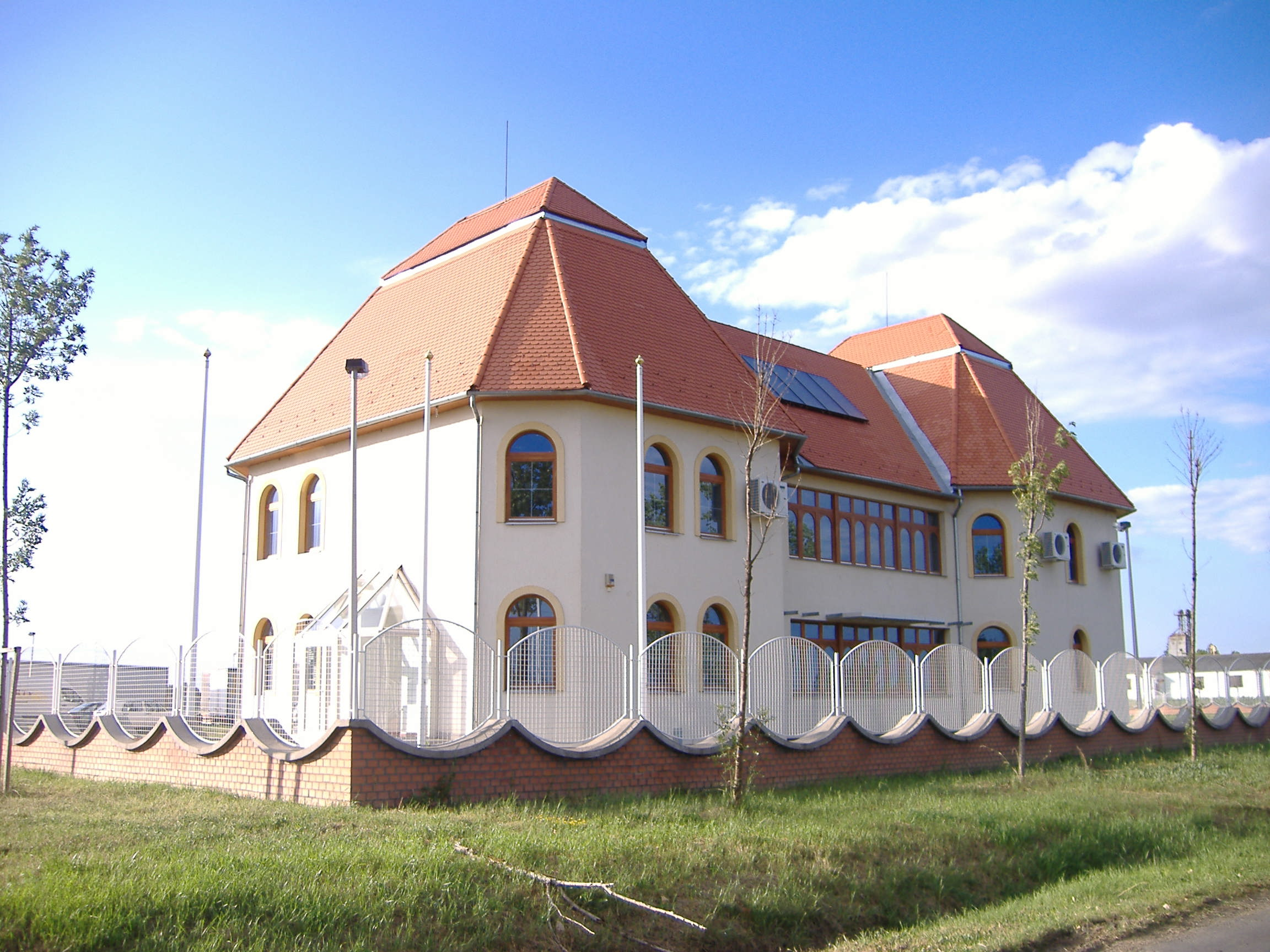
Az inkubátorház

Makón az ipari fejlesztések a 20. század második felétől kezdődtek el. A város ipari hasznosítású  területei Makó legkeletibb részén fekszenek, a vasúti síntől a román határ felé. Az Ipari park területe 623 268 m2, a hivatalos minősítést 1999-ben nyerte el. Profilja elsősorban a mezőgazdasági termékfeldolgozás, élelmiszeripar,
logisztikai tevékenység, de tekintettel a térségi vállalatokra, nyitott az
autóipari, elektronikai, fémipari és gépipari tevékenységekre, valamint a megújuló energia
előállításra is. Az Inkubátorház a park közepén helyezkedik el, amely a város összes vállalkozója számára nyújt segítséget, tanácsadást, irodabérlési lehetőséget. Az Ipari parkban foglalkoztatottak száma 1112 fő, az itt működő vállalkozásoké 12. A város, és a térség legnagyobb munkaadója a Gumiművek Phoenix Hungária, ami közel ezer embert alkalmaz. 2008 májusában egy török befektető is aláírta a betelepülési szándéknyilatkozatot, amely 100 főnek teremt majd munkalehetőséget. Az ipari terület nem az ipari parkhoz tartozó részein jelentős munkaadó a Medicor és az ASS telephelye. Korábban vágóhíd és kolbászgyár is üzemelt ebben a városrészben, mára azonban ezek bezártak.